# 彩票

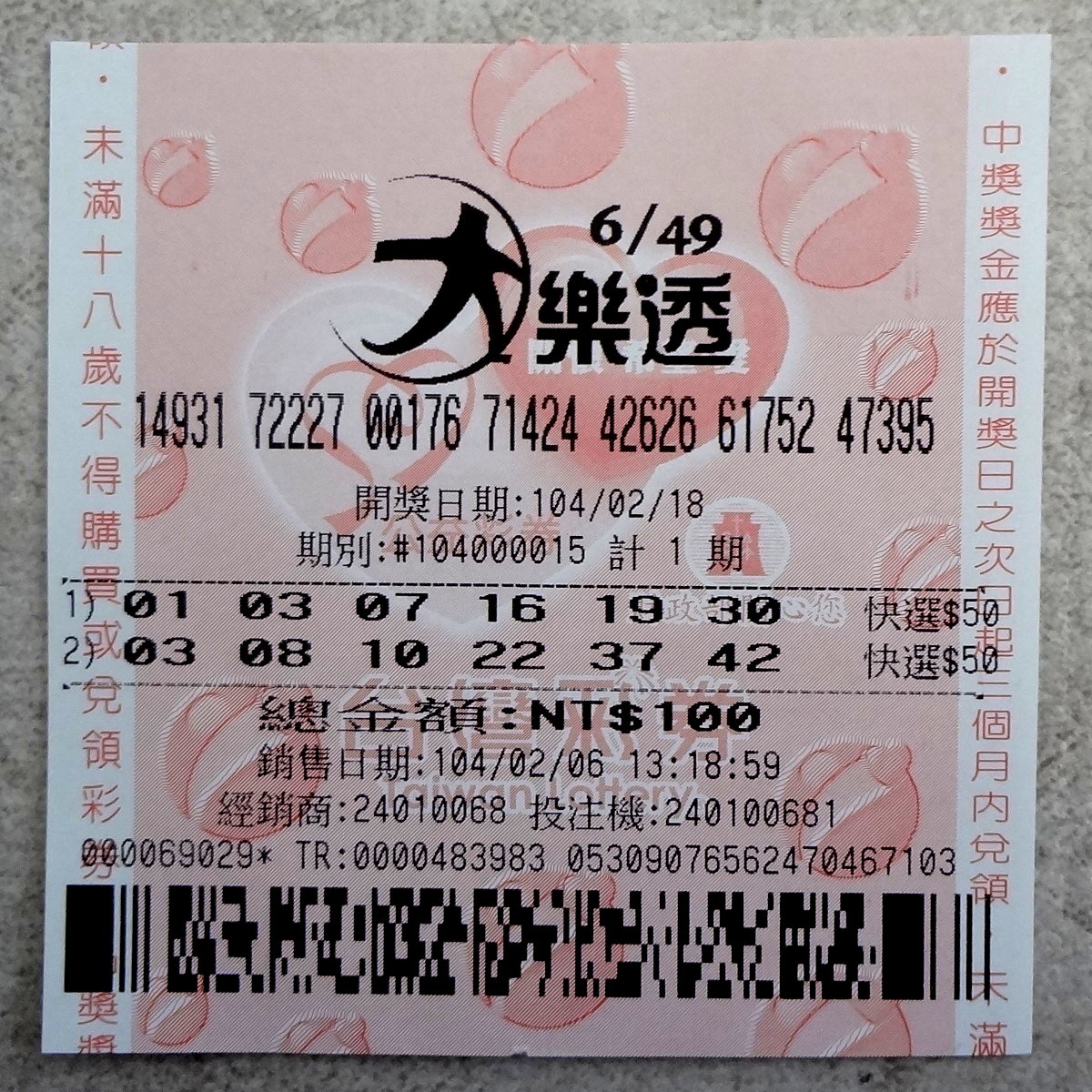
一张台湾彩券“大乐透”彩票

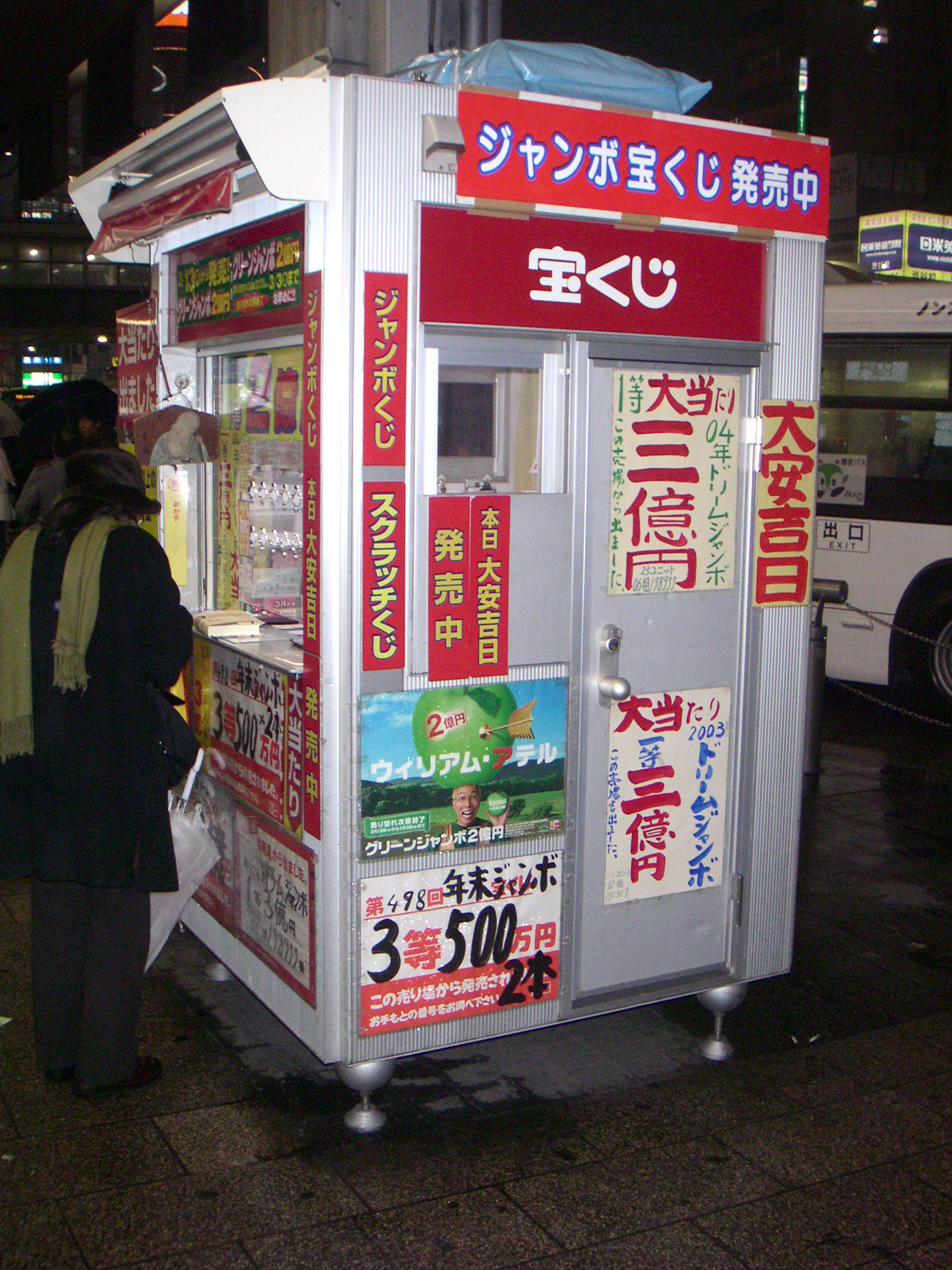
日本樂透投注站

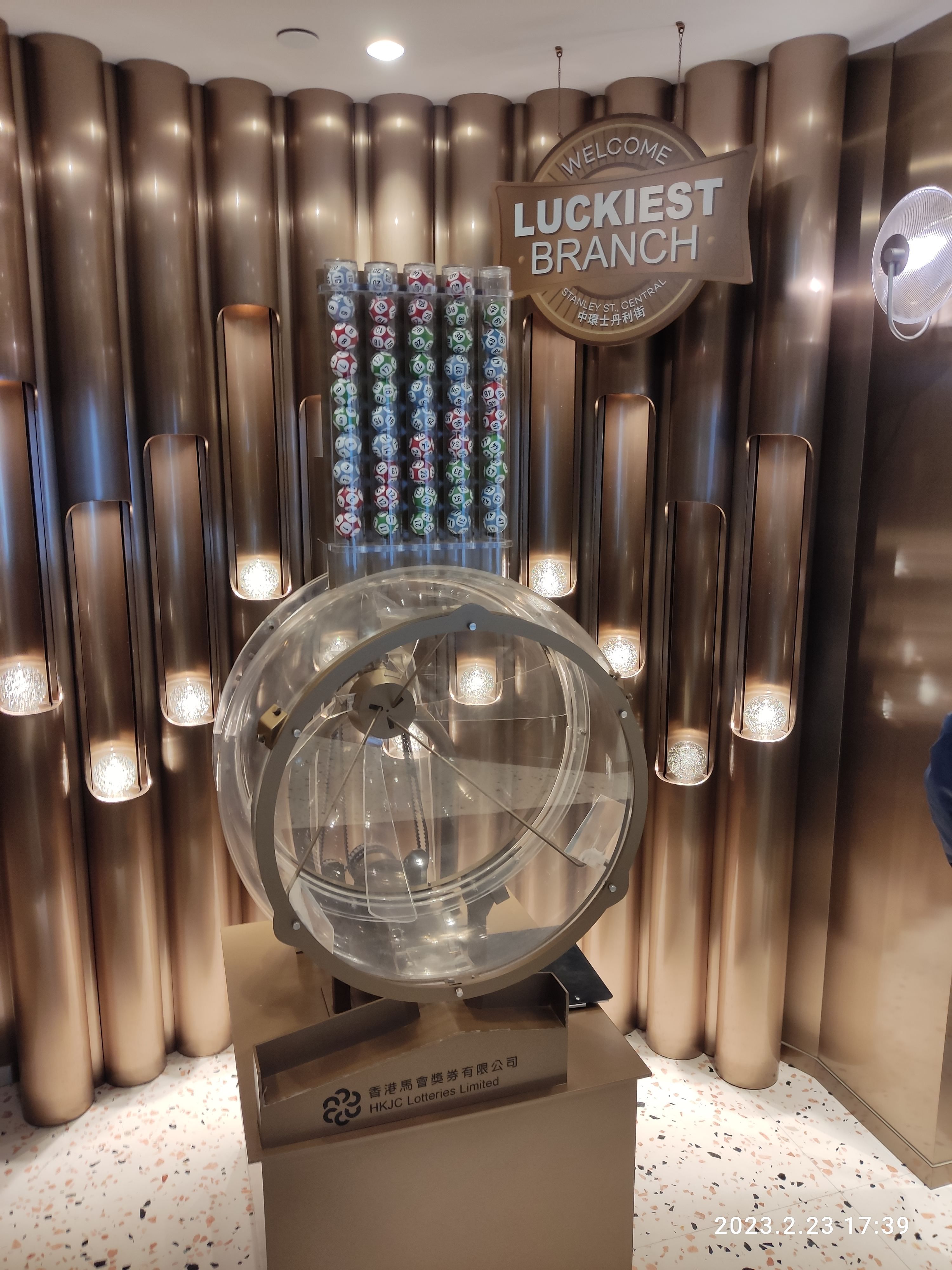
香港六合彩搅珠机

彩票，又稱為彩券，是指運用在博彩中，印有号码图形或文字供人们填写、选择、购买并按特定规则取得中奖权利的凭证。英国《不列颠百科全书》解释为“通过抽签摇彩，凭机会在一定范围的人们中分配奖品或奖金”。当今世界上共有110多个国家在发行彩票，按特征分类主要有传统型彩票（例：愛國獎券）、即开型彩票（例：刮刮樂）、乐透型彩票（例：大樂透）、数字型彩票（例：三星彩）和透透型彩票（例：運動彩券），前两者为被动型的，后三者为主动型的。现行世界上彩票主要由政府当局或机构组织两种形式，成為各政府在稅收之外的另一財源。

## 各地彩票

### 中國大陆
彩票在中国的历史可谓古已有之。早在元代，一些寺院就曾使用“拈阄射利”的抽奖票，出售一些物品。清朝乾嘉时期，广东一带民间从放鸽会中演生出白鸽票，由众人先行醵资，抓阄猜射。道光以后，在广东流行过闱姓博弈，即当科举考试之际，亦由众人自行集资，押猜当年中举士子，中者可获大利。虽然这些手法已约略具有现代彩票的影子，但相較於同階段由西班牙發行的呂宋票的商业性经营尚有距离。
1899年初，受吕宋票进入中国的影响，上海广济公司筹办江南义赈彩票（也称江南票），开经官方批准的近代彩票发行先河。之后各地纷纷效仿制、售彩票。隆裕太后亦曾在宫廷内发售长春彩票以作娱乐。1909年，清廷农工商部奏请设立农工商三项彩票，用以补充经费。在彩票巨大的诱惑下，百姓纷纷如蚁附膻，投身到购买彩票的热潮中。但彩票的赌博性质与彩票泛滥成灾导致恶劣影响，使得各地禁绝之声开始涌现，并最终于1909年，江苏、浙江、广东三省政府率先取缔彩票；1910年，京师巡警总厅亦发出告示，表示各项彩票一律不得在京师地面行销。
當今中国大陆的彩票业的主管机关为中国财政部，彩票的发行须经中国财政部审核同意后报中国国务院批准，并由财政部批准的彩票发行机构发行，其它任何部门无权批准发行彩票。大陆现有彩票仅作为国家为筹集社会公益资金，促进社会公益事业发展而特许发行的一种凭证，分为中国福利彩票和中国体育彩票。其发行机构分别为中国福利彩票发行中心和国家体育总局体育彩票管理中心（亦称中国体育彩票管理中心），分别隶属于民政部和国家体育总局。

### 香港
六合彩及早期香港賽馬的馬票。

### 日本
日本的彩券稱為「寶籤」（日语：／ takara kuji */?），主要發行目的是挹注地方財政。現以都道府縣及政令指定都市為發售單位，再由上述地方自治體單獨或聯合委託銀行執行實際的發行工作。現受託銀行為瑞穗銀行。

### 美国
美国主要的彩票有两种，一个是强力球，另一个是超级百万。

### 越南
在越南，有两种类型的彩票：传统彩票，按省级划分，和电子彩票（尤其是Vietlott）。越南财政部管理省级彩票公司，这些彩票公司进行彩票抽奖并颁发奖金给获奖者。
伴随彩票的是投注游戏，这是人们中非法的一种彩票形式，使用传统彩票的头奖结果作为中奖结果。在河内，这种投注游戏的“代理商”系统与传统彩票店和冰红茶摊位一起发展，运营相当公开。此外，一些玩家已经转向在线投注。

### 台灣

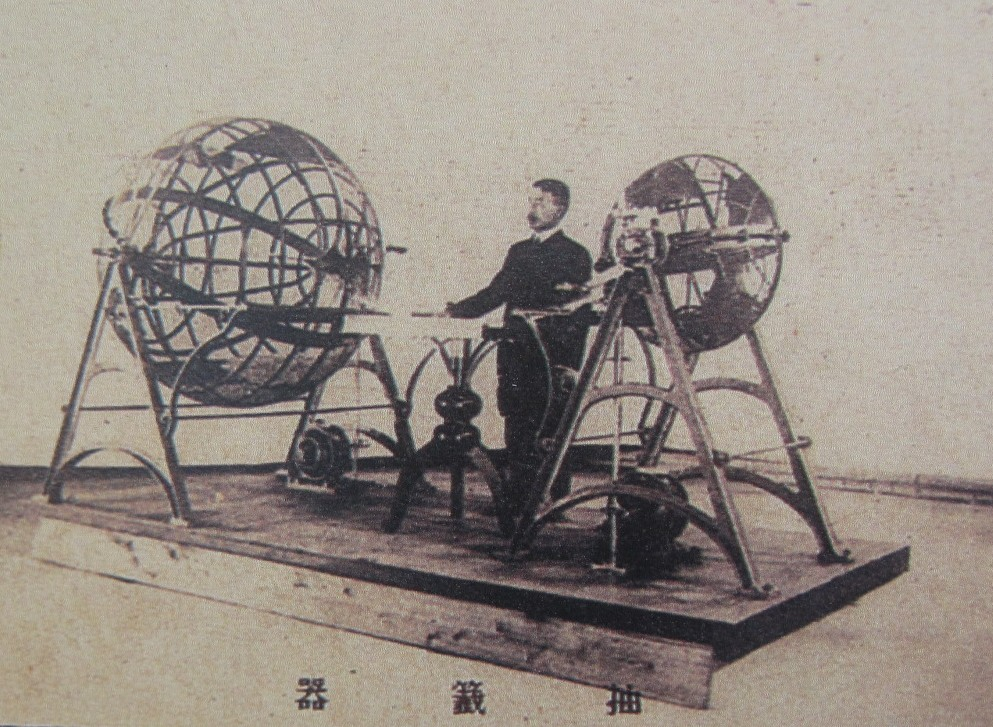
台湾日治時期所用的抽籤機

臺灣日治初期曾經發行過「臺灣彩票」。第一次（期）是於1906年9月23日發行，計4萬張，單張面額5錢，頭獎5萬圓。彩票發行後引發購買熱潮，甚至轉賣至日本內地，最後因為賭風盛行，於1907年發行完第五次彩票後便告終止。
國民政府遷臺初期，財政困窘。為籌措財源，遂由臺灣省政府推動發行「愛國獎券」。1950年4月11日第一期問世，發行單位為臺灣銀行。愛國獎券在臺灣存在了37年，1987年12月27日發行完最後一期的1,171期之後，臺灣省政府宣布停止發行。
臺灣現在合法的彩券為「公益彩券」及「運動彩券」。《公益彩券發行條例》於1995年7月公佈施行，主管機構為財政部，發行機構由遴選產生，歷年分別為臺灣銀行（發行期間：1999年1月1日至2001年12月31日）、台北銀行（發行期間：2002年1月1日至2006年12月31日）、中國信託商業銀行（發行期間：2007年1月1日至2033年12月31日）。2006年7月18日，中信金控成立台灣彩券股份有限公司，辦理中國信託商業銀行委託的彩券業務。《運動彩券發行條例》於2009年7月公佈施行，主管機構為當時的行政院體育委員會（現在已經改制為教育部體育署），發行機構亦為遴選產生，第一屆為台北富邦商業銀行（發行期間：2008年5月2日至2013年12月31日），第二屆為威剛科技（發行期間：2014年1月1日迄今）。

## 各地最高奖金彩票得主
美国
1. 15.86亿美元强力球，2016年1月由美国的加利福尼亚州、佛罗里达州以及田纳西州的3位中奖者共同揽得[17]。
2. 15.37亿美元超级百万彩票，2018年10月由南卡罗来纳州诞生。
3. 7.68亿美元强力球，2018年3月27日威斯康星州新柏林市的一家高速公路加油站售出，24岁美国小哥中得[18]。
4. 6.4亿美元[19]2012年3月，美国马里兰州、堪萨斯州和伊利诺伊州彩民，中奖概率约为1亿7600万分之一[20][21]。
5. 5.905亿美元2013年5月，美国佛罗里达州的一注独得。
6. 3.9亿美元2007年3月，美国新泽西州的伊莱恩和哈罗德夫妇与一名卡车司机。
7. 3.65亿美元2006年2月，美国内布拉斯加州肉制品工厂8名同事。
8. 3.63亿美元2000年5月，美国密歇根州的拉里和南茜夫妇与伊利诺斯州的乔和休·凯恩夫妇茨。

欧洲
1.61亿英镑2011年7月，苏格兰埃尔郡拉格斯的科林·威尔和克里斯汀·威尔夫妇。
中国大陸
双色球第2012068期北京111注共5.75亿元人民币，第11086期浙江绍兴113注共5.65亿元人民币，头奖514万元人民幣。
台灣
2015年4月23日的威力彩，頭獎在台中市霧峰區開出，一注獨得新台幣30.03億元，扣稅後實領約24億元。

## 中奖概率
| 匹配的球数 | 概率              |
| ---------- | ----------------- |
| 6          | 13,983,816 分之 1 |
| 5          | 54,201 分之 1     |
| 4          | 1,032 分之 1      |
| 3          | 57 分之 1         |
| 2          | 7.6 分之 1        |
| 1          | 2.4 分之 1        |
| 0          | 2.3 分之 1        |

赢得彩票奖金的机会取决于彩票的设计，可能会有很大的差异，这取决于几个因素，包括可能数字的数量、中奖号码的数量、顺序是否重要以及是否返回已抽取的数字以供进一步抽取的可能性。
在一个简单的“从49个数字中选择6个”的彩票中，玩家从1到49选择6个数字（不允许重复）。如果玩家票上的所有六个数字与官方开奖产生的数字完全匹配（无论数字的抽取顺序如何），则玩家就是头奖得主。对于这样一种彩票，成为头奖得主的机会是1/13,983,816。
在必须有加奖球的加奖彩票中，中奖的几率通常更低。在美国的“百万大奖”多州彩票中，从70个数字中抽取5个数字，从25个数字中抽取1个数字，玩家必须匹配所有6个数字才能赢得头奖。赢得头奖的机会是1/302,575,350。
通过增加数字抽取的范围，也可以降低中奖机会。在意大利的“超级百万大奖”中，玩家必须从90个数字中选出6个数字。赢得头奖的机会是1/622,614,630。
大多数彩票为与中奖号码只有部分匹配的情况提供较低的奖金，匹配的数字越少，奖金越低。尽管这些额外奖金不会影响赢得头奖的机会，但它们确实提高了赢得奖金的几率，从而为彩票的价值增添了一点。

## 相关术语
- 赌博
- 赔率
- 博彩公司
- 澳门博彩业
- 赛马
- 運動彩券
- 足球彩券
- 高频彩券
- 低频彩券
- 彩票软件
- 肥仔彩票
- 虚拟抽奖
- 轉蛋
- 盲盒

## 组织
- 国家彩票组织国际协会（International Association of State Lotteries，AILE）
- 世界彩票协会（World Lottery Association，WLA）